# Liolaemus multimaculatus
Liolaemus multimaculatus — вид ігуаноподібних ящірок родини Liolaemidae. Ендемік Аргентини.

## Поширення і екологія
Liolaemus multimaculatus мешкають у вузькій прибережній смузі в провінції Буенос-Айрес та на крайньому північному сході Ріо-Негро. Вони живуть на піщаних дюнах і пляжах. Живляться комахами, відкладають яйця. Гніздування відбувається з жовтня по грудень, в кладці в середньому 4,2 яйця.

## Збереження
МСОП класифікує цей вид як такий, що перебуває під загрозою зникнення. Liolaemus multimaculatus загрожує знищення природного середовища.